# Transinvest
Die Transinvest Holding AG (Eigenschreibweise TransInvest) mit Sitz in St. Gallen ist ein international tätiger Schweizer Dienstleistungskonzern. Schwerpunkt ihrer Geschäftsaktivitäten bilden die Bereiche Transport und Logistik mit geostrategischem Fokus auf Europa und Asien.
Neben dem angestammten Geschäftsbereich Transport und Logistik umfasst die Unternehmensgruppe noch die drei weiteren Sparten Handel, finanzielle Dienst- und Beratungsleistungen sowie Immobilien.
Insgesamt umfasst der Transinvest-Konzern rund 100 teils in Subholdings organisierte Tochtergesellschaften wie die InterRail Holding. Diese treten eigenständig am Markt auf, die strategische Steuerung des Gesamtkonzerns erfolgt jedoch bei der TransInvest Holding. Der TransInvest-Konzern beschäftigt rund 3'300 Mitarbeiter und erwirtschaftete 2023 einen konsolidierten Umsatz von 747 Millionen Euro.

## Geschichte
Die Transinvest Holding wurde 1983 gegründet. Ihre eigentliche Expansion zu einem international weit verzweigten Konzern nahm zu Beginn der 1990er Jahre mit der politischen und wirtschaftlichen Öffnung von Osteuropa ihren Anfang.
Kernstück des Konzerns bildet die seit 1986 ebenfalls in St. Gallen ansässige M&M Militzer & Münch International Holding AG. Diese spezialisierte sich auf Speditions- und Logistikleistungen im Warenverkehr von und nach Osten. Unter dem Einfluss von Yousef Sherkati, einem aus einer iranischen Unternehmersfamilie stammenden Spezialisten aus dem Speditions- und Logistikbereich, der ab 1989 Verwaltungsratsmitglied der M&M Militzer & Münch International Holding und ab 1994 Geschäftsführer der M&M Gruppe wurde, nahm M&M in praktisch ganz Osteuropa und den unabhängig gewordenen Staaten der ehemaligen Sowjetunion mit eigenen Tochtergesellschaften den Warenverkehr zwischen Zentraleuropa und den neu erschlossenen Ländern im Osten auf. Die internationale Expansion von M&M mündete 2001 in die Integration in den Transinvest-Konzern, zu dessen Haupteigentümern Sherkati gehörte.
Neben M&M Militzer & Münch wurden im Verlaufe der Jahre zahlreiche weitere Unternehmen in den Transinvest-Konzern eingebunden sowie neue Tochtergesellschaften gegründet. Damit verbunden war auch eine Ausweitung der ursprünglich im Transport und in der Logistik angestammten Geschäftsaktivitäten auf andere damit verbundene Bereiche.